# 原始突厥族

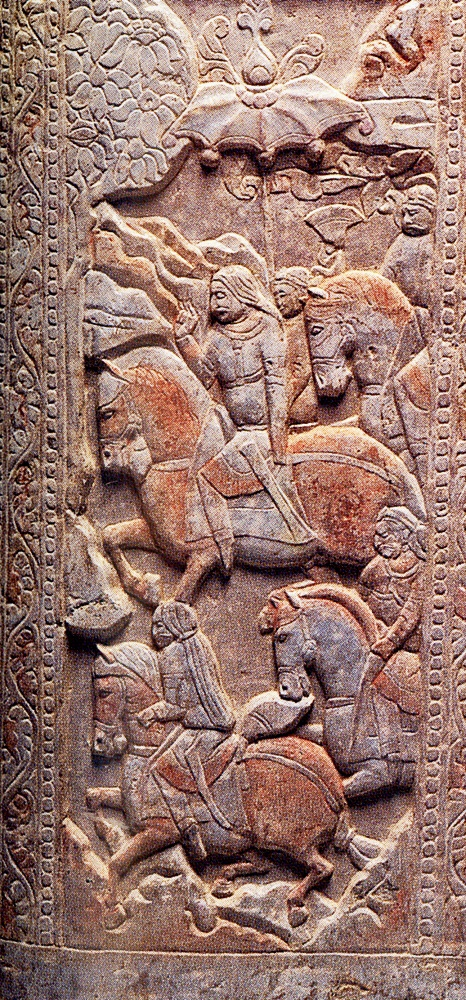

原始突厥族（英語：Proto-Turkic people）為使用原始突厥語的族群，是突厥語民族的共同先祖。最早起源自亞洲東北方，在公元前2,500年開始活動於蒙古高原至今西伯利亞一帶。對於原始突厥族的起源與發展，在學術界仍有許多不同的學說與討論。在考古基因研究中，一般將他們歸屬在古代東北亞人這個血緣群體中。
其後裔有烏古斯人與突厥人等。

## 歷史
對於原始突厥族的起源，學術界主流學說，分為西伯利亞南部，蒙古高原阿爾泰山一帶與中國東北至西伯利亞北部三個假說。學術界推測在西元前2,500年時，原始突厥族就開始在東亞活動。泛歐亞語系假說認為原始通古斯族，原始突厥族與原始蒙古族有共同先祖。共同起源於中國東北地區西遼河流域一帶，以紅山文化為代表，之後分化出包括原始蒙古族與原始突厥族在內的五大族群
其歷史記載起源自中國《史記》中的丁零與呼揭，居住於貝加爾湖南方，與臨近部落堅昆等很早就有通婚。據《周書》，在匈奴帝國之前，原始突厥人曾在匈奴北方建立索國。後共同被併入匈奴帝國之下，與其他草原民族通婚，形成古突厥人。希羅多德《歷史》中記載的陶利卡人（Taurica），歷史學者约瑟夫·冯·哈默尔-普尔格斯塔尔（Joseph von Hammer-Purgstall）考證是古突厥的一個分支部落；薩爾馬特人可能是擁有古突厥人血統。
在匈奴帝國統治下，丁零往中亞移動，西方康居以北的部落稱西丁零，在原居地貝加爾湖一帶稱北丁零。在匈奴帝國衰弱時，丁零從匈奴帝國中又獨立出來，形成獨立部落聯盟，在漢帝國的支援下，與匈奴帝國發生長期戰爭，最終使匈奴帝國分裂。
居住在北方的北丁零，後稱敕勒，或鐵勒。臣伏於鮮卑之下，在柔然汗國時代，敕勒諸部中，阿史那部形成的部落聯盟，建立突厥汗國，成為突厥名稱的由來。